# Expéditions de Long au Texas
Les expéditions de Long sont deux tentatives d’occupation paramilitaire du Texas espagnol, menées par le colonel anglo-américain James Long (en), en 1819 et en 1821, dans le but de créer une république au Texas et d’obtenir des concessions de terres pour les colons anglo-américains.
En 1819, il fait une première incursion sur le territoire de la Nouvelle-Espagne et installe un gouvernement indépendant, la seconde république du Texas. L’expédition s’effondre plus tard cette année-là, lorsque les troupes espagnoles chassent les envahisseurs. Long retourne au Texas en 1820, s’installe dans la baie de Galveston et tente de rétablir sa République. En 1821, il mène une expédition de 52 hommes au fort Presidio La Bahia. Les Mexicains, après avoir obtenu leur indépendance, capturent Long et l’emmènent à Mexico où il est abattu en 1822.

## Déroulement

### Préparation
Au début de 1819, l’Espagne et les États-Unis signent le traité d'Adams-Onís, qui établit la frontière entre les États-Unis et le Texas au niveau du fleuve Sabine. De nombreux Américains sont indignés, estimant que les États-Unis ont abandonné toutes leurs revendications territoriales sur le Texas. L’une des voix les plus véhémentes contre le traité était James Long, vétéran de la guerre de 1812 en tant que chirurgien. Plusieurs hommes commencent à se rassembler à Natchez pour se préparer à une invasion du Texas. Ils choisissent Long comme chef. Long tente également de recruter le flibustier français Jean Lafitte et ses hommes, mais Lafitte le refuse. À la fin du mois de juin, Long est financé de 500 000 dollars par le général américain James Wilkinson, oncle de sa femme Jane, et obtient le soutien direct des plus hauts niveaux du gouvernement des États-Unis, qui est impliqué avec l’Espagne dans des négociations difficiles pour un traité frontalier définitif. Des tribus amérindiennes comme les Tonkawas se joignent à Long.

### Première expédition
Une force d’avant-garde de 120 hommes, dirigée par Eli Harris, traverse le Sabine le 8 juin 1819 et se occupe la ville de Nacogdoches, où Long arrive le 21 juin. Au camp Freeman, les citoyens de Nacogdoches se réunissent pour organiser un gouvernement provisoire dont Long était le chef. Un Conseil suprême de 21 membres est constitué, parmi lesquels les noms de Stephen Barker, Horatio Bigelow, John G. Burnet, Hamlin Cook, J. Child, Peter Samuel Davenport, Pedro Procello, John Sibley, W. W. Walker et Bernardo Gutiérrez de Lara se sont démarqués,. Ils sont rejoints par Vicente Tarín. Le 22 juin, ce « gouvernement » déclare l’indépendance du Texas. Le lendemain, ils publient une déclaration d’indépendance, inspirée de la Déclaration d’indépendance des États-Unis. Le conseil alloue également 10 miles carrés (environ 26 kilomètres carrés) de terres à chaque membre de l’expédition et autorise la vente de terres supplémentaires pour collecter des fonds pour le gouvernement naissant. En l’espace d’un mois, l’expédition compte 300 membres. Le 16 juillet, le consul d’Espagne à La Nouvelle-Orléans avertit le vice-roi à Mexico de sa conviction que cette expédition était « la plus sérieuse qui ait menacé le royaume ».

Drapeau de la république du Texas sous James Long.

Ils fondent également le premier journal de langue anglaise publié au Texas, par le journaliste Horatio Bigelow. Le 14 août, Eli Harris imprime la première édition du Nacogdoches Texas Republican, journal qui indique la quantité de terres et le salaire offerts aux volontaires pour l’armée de James Long. De même, le nouveau gouvernement établit un nouveau drapeau ressemblant aux drapeaux des États-Unis mais constitué d'une étoile blanche sur un carré rouge, qui est hissé à Nacogdoches. La Lone Star est née, qui deviendra plus tard un symbole important du Texas.
En raison du manque d’aide de Lafitte, l’expédition est rapidement à court de provisions. Long disperse ses hommes à la recherche de nourriture. La discipline commence à s’effriter et de nombreux hommes, dont Bowie, ont choisi de rentrer chez eux. Le 9 octobre, Lafitte conclut un accord avec Long pour faire de Galveston un port officiel du nouveau pays et pour nommer Lafitte gouverneur.
Peu de temps après, les troupes espagnoles à San Antonio reçoivent l’ordre de mettre fin à l’expédition. Il s’agit de troupes expérimentées, sous le commandement du colonel Ignacio Pérez. Long renvoie sa femme aux États-Unis et tente d’empêcher une confrontation ouverte avec l’armée espagnole. Sans succès, ils sont surpris la nuit dans leur camp sur la rivière Brazos, et 22 hommes sont faits prisonniers. Parmi les morts se trouve le frère de James Long, le colonel David Long. Par la suite, les troupes espagnoles se sont dirigées vers la frontière avec les États-Unis et ont détruit tous les postes et colonies du groupe de flibustiers entre les rivières Brazos et Trinity. Long rencontre des membres de l’expédition qui ont survécu à Bolivar Peninsula, et après avoir traversé la rivière Sabine, il réussit à s’échapper à Natchitoches, en Louisiane. D’autres membres de l’expédition s’enfuient à Galveston et s’installent le long de Bolivar Peninsula. Les troupes espagnoles rasent les récoltes et les bâtiments des colons anglo-américains et réoccupèrent Nacogdoches, sécurisant à nouveau la frontière. Nacogdoches et l’ensemble du Texas espagnol commencent à souffrir d’un grave problème de vidage démographique.

### Seconde expédition
Après son retour à La Nouvelle-Orléans, Long décide de retenter son plan, cherchant le soutien de ceux qui peuvent avoir un plus grand intérêt dans son succès et qui sont liés au gouvernement américain. Il obtient le soutien du général Eleazer W. Ripley (en), qui dirigera militairement et politiquement l’expédition. Ripley prépare des plans pour stimuler le commerce, l’éducation, la culture, y compris des mesures visant à garantir la liberté commerciale, religieuse, de la presse et l’interdiction de l’esclavage. José Félix Trespalacios, Ben Milam, John Austin et William H. Christy, 4 anciens membres de la première expédition de Long, préparent une expédition pour soutenir les rebelles mexicains dans le sud du Mexique,. S’appuyant sur la flotte de Lafitte, le plan de Trespalacios, Milam et Christy est de naviguer vers Tampico, qui était sous contrôle rebelle, et de rejoindre les forces de Long dans la baie. L’objectif le plus immédiat de cette seconde expédition d’obstruction est de prendre le Presidio La Bahía. Afin de recueillir un plus grand soutien mexicain pour sa cause, Long nomme Trespalacios président de la république du Texas et Bernardo Gutiérrez de Lara vice-président.
Long rejoint les hommes de son expédition précédente qui sont des réfugiés de Bolivar Peninsula le 6 avril 1820, avec d’autres renforts et continue à collecter des fonds financer l'expédition. Lafitte accueille avec ses navires tous les réfugiés fuyant le long de la côte devant l’avancée de l’armée espagnole. En 1820, Jane rejoint son mari à Bolivar Point, une péninsule en face de l’île de Galveston, où ils ont établi un avant-poste dans le but d’aider à libérer le Texas de la domination espagnole. En mai 1820, Laffite abandonne Galveston.
50 hommes tentent de le rejoindre depuis les États-Unis, mais sont arrêtés par les autorités américaines alors qu’ils tentaient de passer au Texas. Les hommes qui ont rejoint Long sont déçus d’être récompensés par des bons d’achat et commencent progressivement à faire défection. En décembre 1820, Long n’est à la tête que de 52 hommes. Le traité d'Adams-Onís subit quelques modifications sur la frontière du Texas et il est appliqué le 22 février 1821, deux ans après la signature.

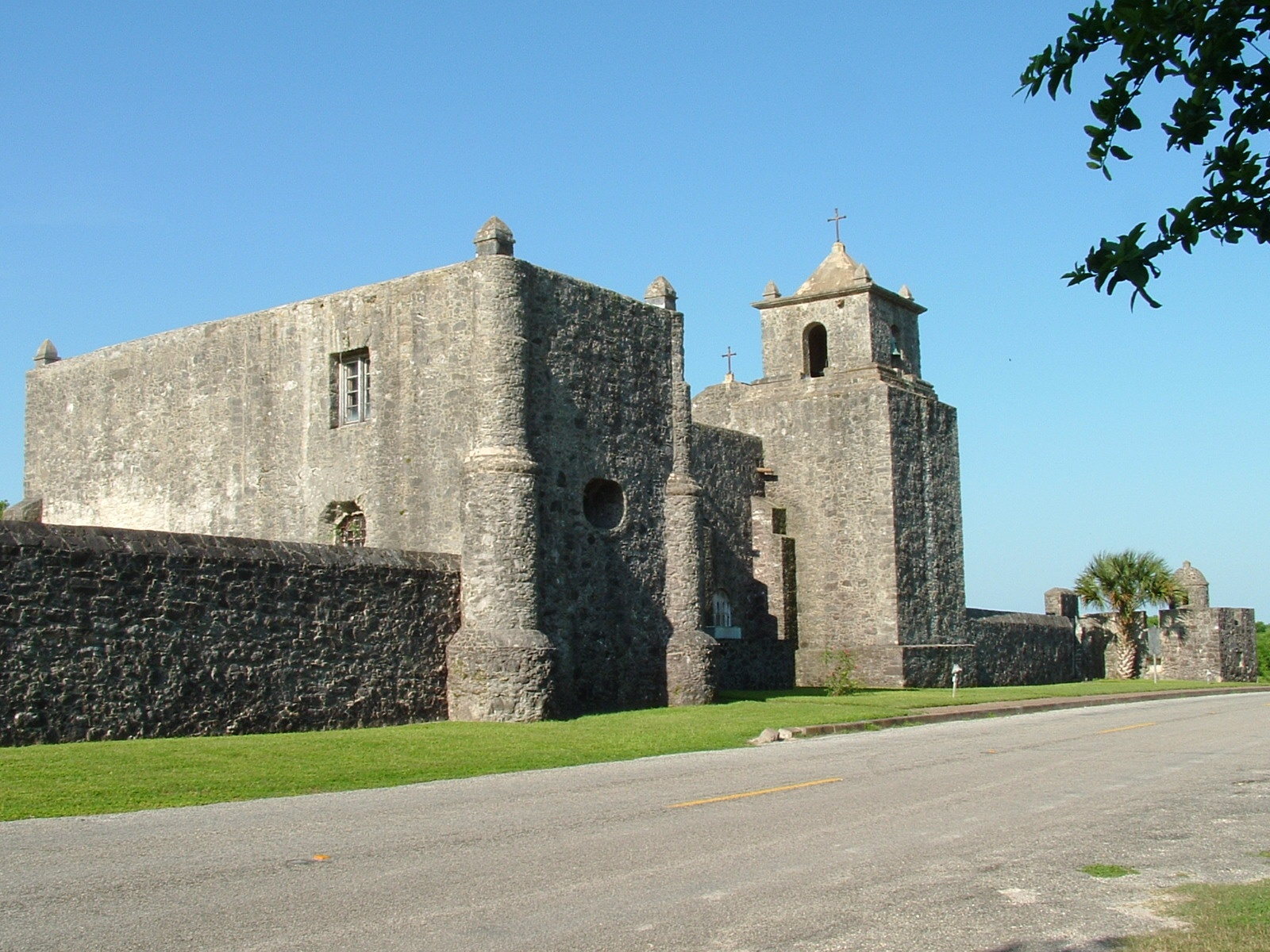
Presidio La Bahía, Texas.

Avec l’aide de Ben Milam et d’autres, Long revitalise le Conseil suprême. Plus tard, il rompt avec Milam, et l’expédition commence à prendre un cours incertain. Long laisse sa femme à Bolívar avec une escorte, et le 19 septembre 1821, Long et 52 hommes marchent à l’intérieur des terres pour capturer le Presidio La Bahía. Ils naviguèrent jusqu’à la baie de Matagorda et débarquent à l’embouchure du fleuve Colorado. Le 27 septembre, en parallèle, les indépendantistes mexicains prennent Mexico et le Mexique prend son indépendance,. Le Presidio tombe facilement le 4 octobre. Cependant, quatre jours plus tard, Long est contraint de se rendre aux troupes espagnoles sous le commandement d’Ignacio Pérez. Des armes, du matériel de guerre et deux navires y sont saisis.

### Conséquences
Sur ordre du gouverneur royaliste Antonio María Martínez, Long est transféré à Monterrey et tente de s’excuser en affirmant que lorsqu’il apprend que le Mexique voulait devenir indépendant, il veut prendre part à l’entreprise en lui prêtant ses services, ce qui ne satisfait pas le colonel Gaspar López, commandant général de Coahuila, qui finit par envoyer Long dans la capitale. Le 8 avril 1822, après avoir reçu les honneurs en tant que défenseur de la liberté, Long meurt en prison abattu par un garde, selon son ancien partenaire José Félix Trespalacios, qui sera nommé premier gouverneur impérial du Texas le 17 août de la même année,. Benjamin Milam affirme que le garde aurait été payé par Trespalacios. Benjamin Milam prévoit d'assassiner Trespalacios mais le complot est découvert et Milam est emprisonné à Mexico.
En mai 1822, le président des États-Unis d’Amérique, James Monroe, reconnait l’indépendance du Mexique. Le représentant Joel Roberts Poinsett fait libérer Milam à l'automne. L’ambassadeur des États-Unis, de passage au Chili, fait une escale à Mexico et, en décembre 1822, il réussit à rendre la liberté aux derniers prisonniers anglo-américains et à les transférer aux États-Unis, un transport qui fut finalement effectué à bord de l'USS John Adams. La dernière expédition sur le territoire de la Nouvelle-Espagne s’était terminée, mettant définitivement fin à ce type d’actions armées sur le sol désormais mexicain.